# 柳井正
柳井正（日语：／ Yanai Tadashi，1949年2月7日—）為日本的企業家，在山口縣宇部市中央町出生，早稻田大學政治經濟系畢業。於2009年起成為日本首富，靠著經營連鎖的服飾店UNIQLO起家，2009年財富總價值5700億日圓，是日本40大富豪之一。於2013年以155億美元再次成為日本首富。他最重要的成功哲學就是在於國際觀，從一開始对美國式倉店合一模式的想入，到後來在訊息較不流通的80年代就先看出了中國生產基地的潛力而率先外移，直到90年代後期站穩腳步就馬上開拓香港、韓國、歐洲的市場；都可以看出他對於國際化的重視，才能在較封閉的日本傳統商業界打出另一片天，最後終於在全球化來臨的時代中搶先順勢崛起。柳井正家族在《福布斯》2019年億萬富翁排行榜中名列第41位，資產達到222億美元。2019年，柳井正已高齡70歲，表示即將卸任會長和社長職務，這位日本快時尚巨頭創始人快將退位。

## 生平
早年繼承父親柳井等開設的小郡商事男裝店，大學畢業後原本前往ÆON RETAIL公司上班，但9個月後就離職。接管家族店面後逐漸擴張並於80年代創立Unique Clothing Warehouse倉庫美式販售店，打破了庫存場地與店面不能合一的迷思，这在當年降低了許多成本，也是產業的創舉。

### 崛起
之後柳井正抓住中国大陆改革开放的機會，选择中國大陸作为新的工廠與進貨對象，利用廉價的各項成本要素生產衣物，因為衣服為輕工業而低技術產業，比較不受員工質素和基礎建設的限制。柳井担心品質下降方面的問題，所以雇用了大批退休的日本熟練老師傅組成監軍队伍，前往當地监督生產並轉移所有技術；其後將這些混合了中日人力優勢的產品，以低價卻品質不俗的大量傾銷回日本，這招在市場獲得巨大的成功，取得資金站穩腳步。

### 優勢保持
90年代後期產業界利用中國生產基地優勢的對手廠商也日漸增多，柳井正為保持領先，也採取兩項主要變革；一方面是生產端，強化要求與向上整合程度，所有合作供應商從生產階段的選料和工序管理都要嚴格依照UNIQLO的規格要求，才能取得訂單，由於此時UNIQLO規模已經很大所以可以對上游廠有足夠談判籌碼，柳井正也積極搶佔上游原料端例如內蒙古的一座羊毛牧場也被他直接買下，從養羊階段就採取品質控管。另一改革方面是大膽放權，由于於銷售端店面必須在消費國無法外移，所以要用相對高薪聘請日本幹部加上當地國的員工，因此他採取責任制和軍事化績效管理，要各分店長自己想辦法在管區內做生意，總公司不會指揮經營細節只看績效結果，經營太差的店面超過一定期限就直接關店裁員，並把關店消息告知所有分店，使各店心生警惕，最高紀錄一年開店50家同時卻也關了90家分店。

## 著作
- 糸井重里合著. . 朝日出版社. 2001. ISBN 4-255-00118-9.
- . 新潮社. 2003. ISBN 4-10-464201-0.
- . . 2009年6-7月. ISBN 4-14-189523-7.
- . 新潮社. 2009. ISBN 4-10-464203-7.
- . 新潮社. 2009. ISBN 4-10-464202-9.